# Max Nonnenbruch

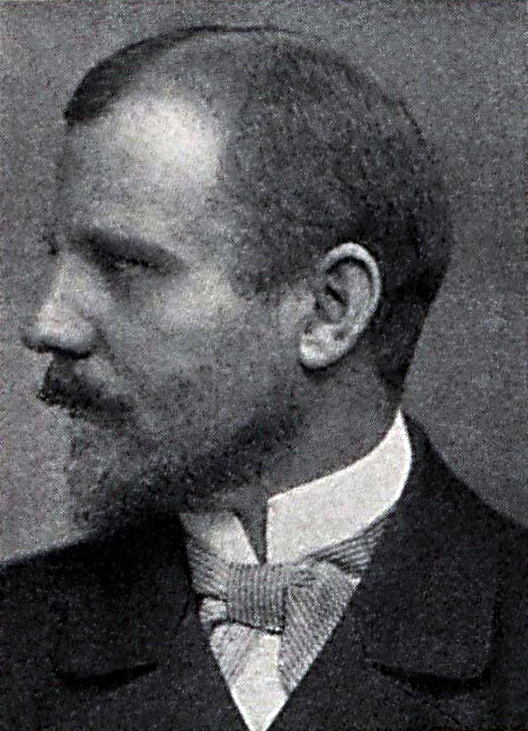
Max Nonnenbruch vor 1901

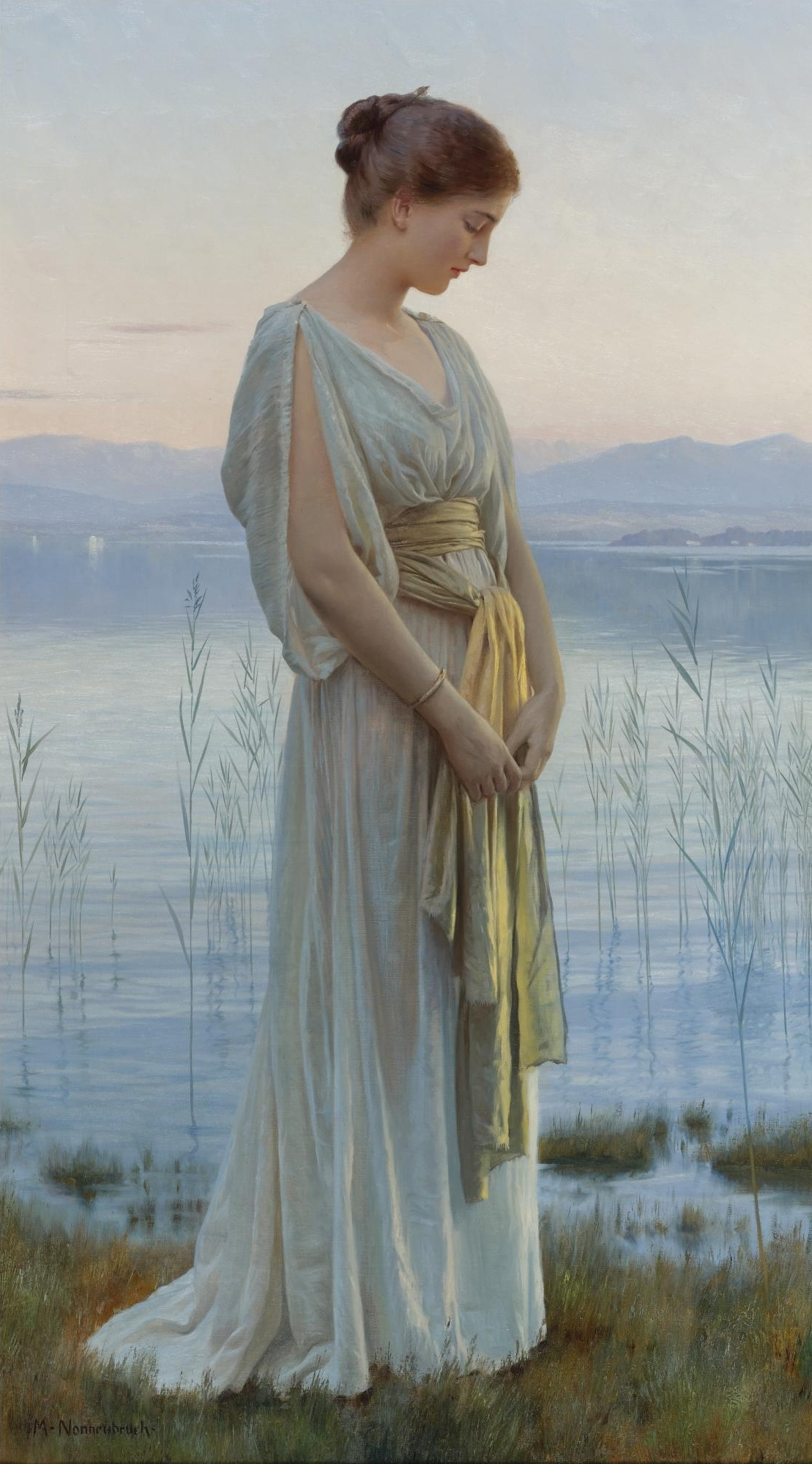
Abend am See

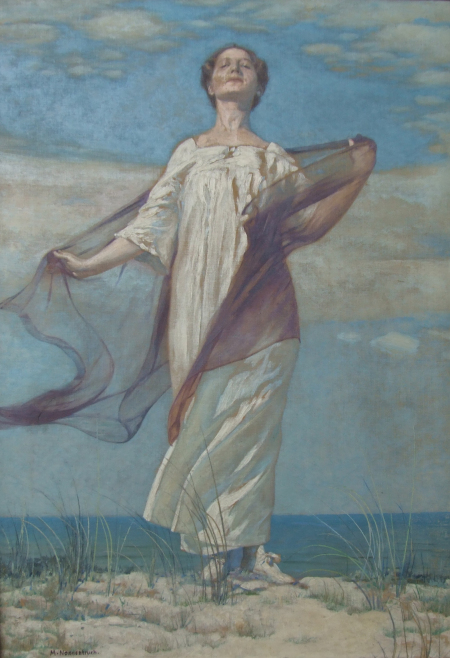
Frau auf einer Düne, Galerie Der Panther, Freising

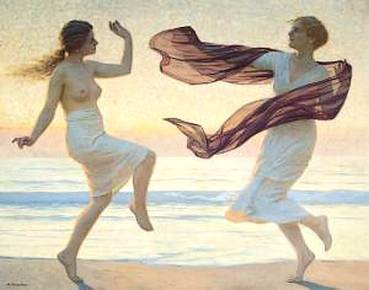
Tanzende junge Frauen am Strand

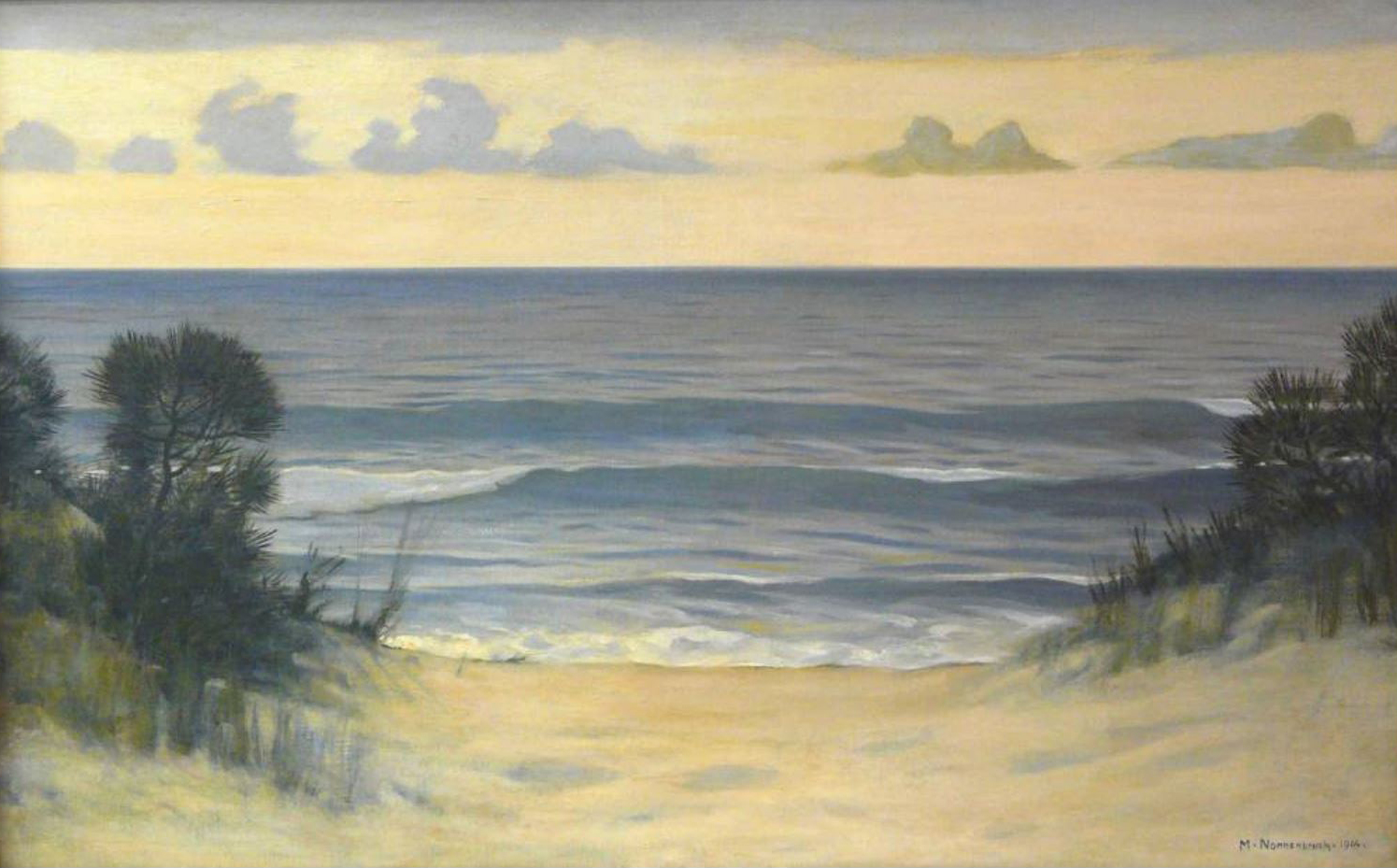
Dünen am Strand, 1914

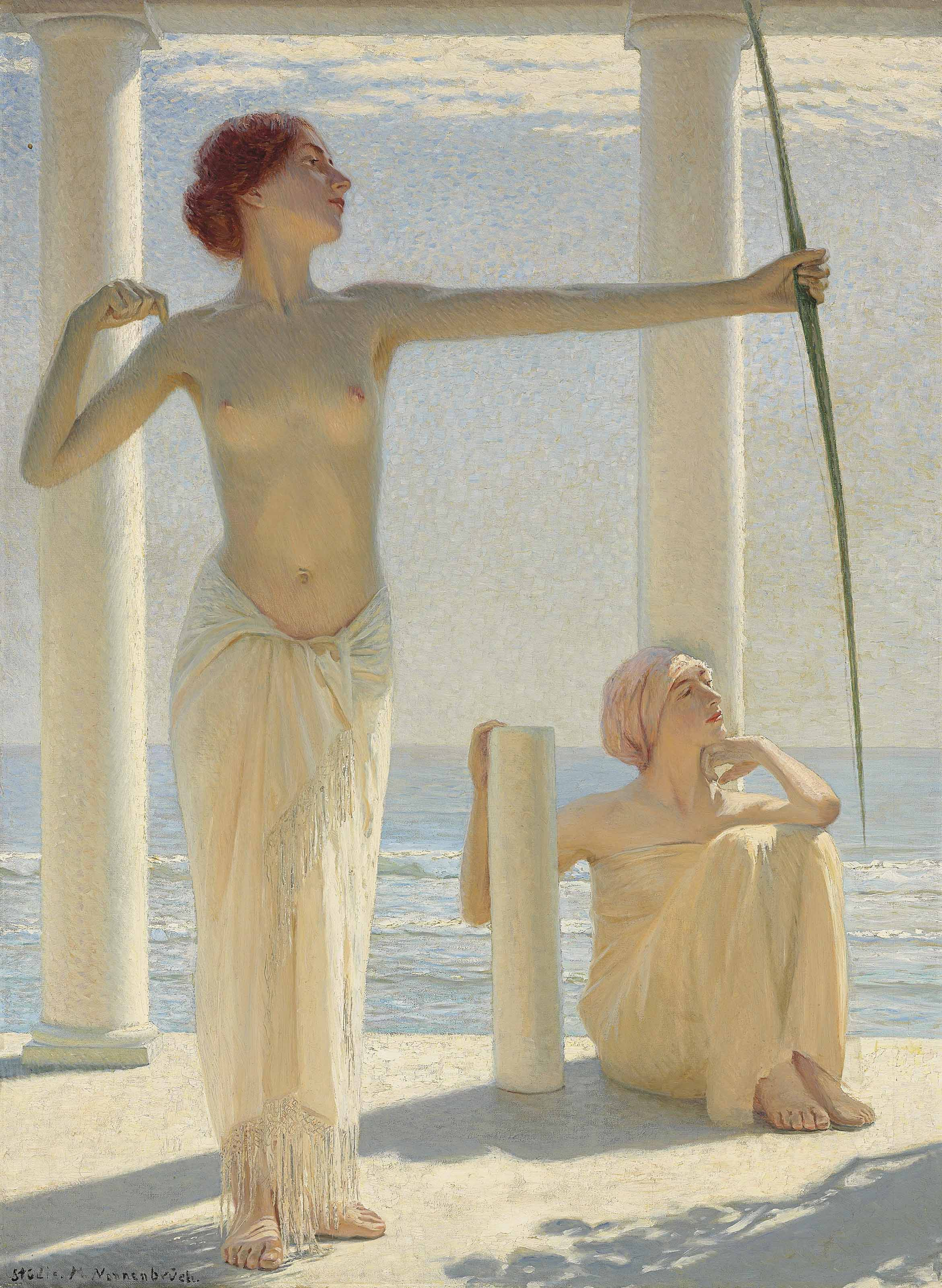
Die Bogenschützin, Studie

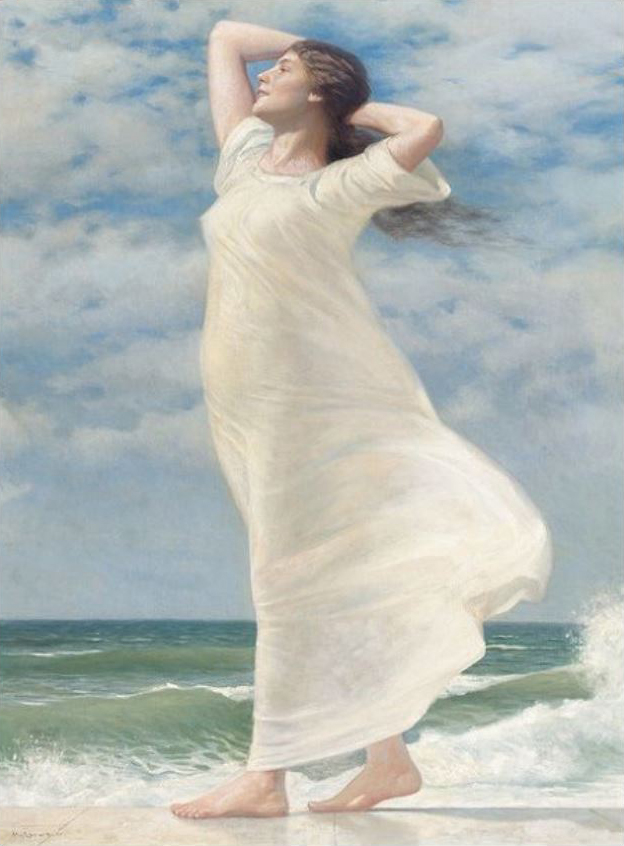
Meerwinde, 1919

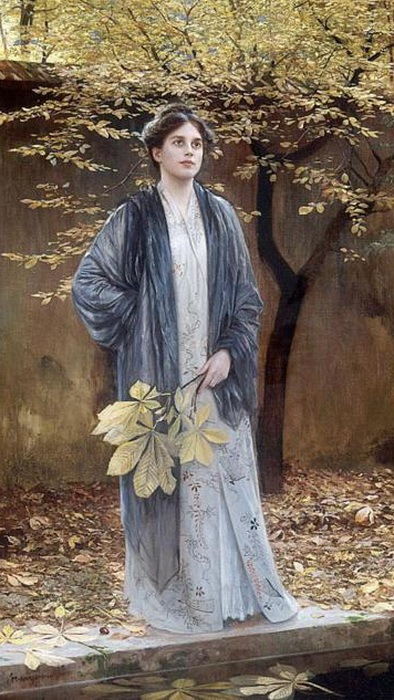
Stiller Winkel, 1903

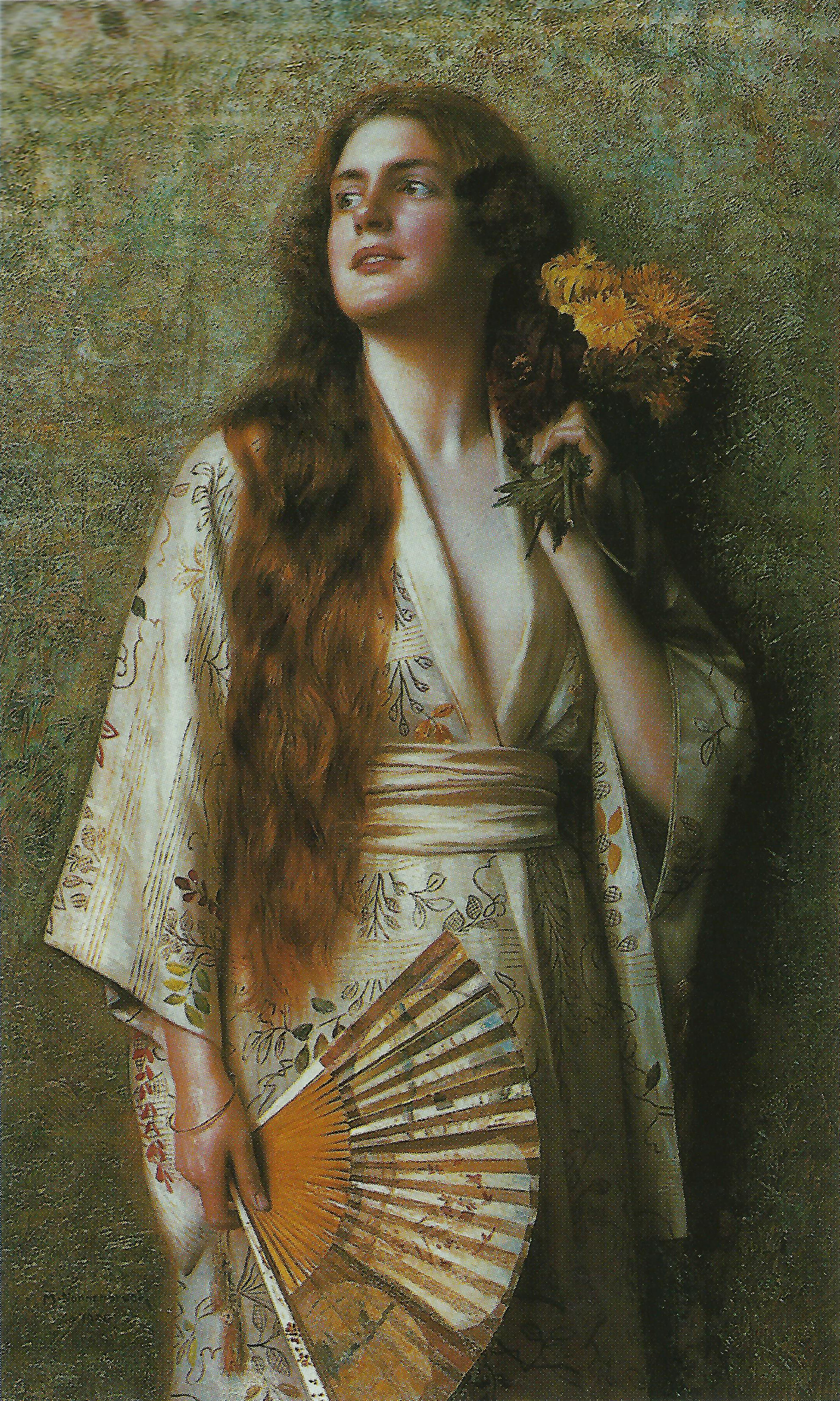
Frau im Kimono mit Fächer und Blumen, 1900

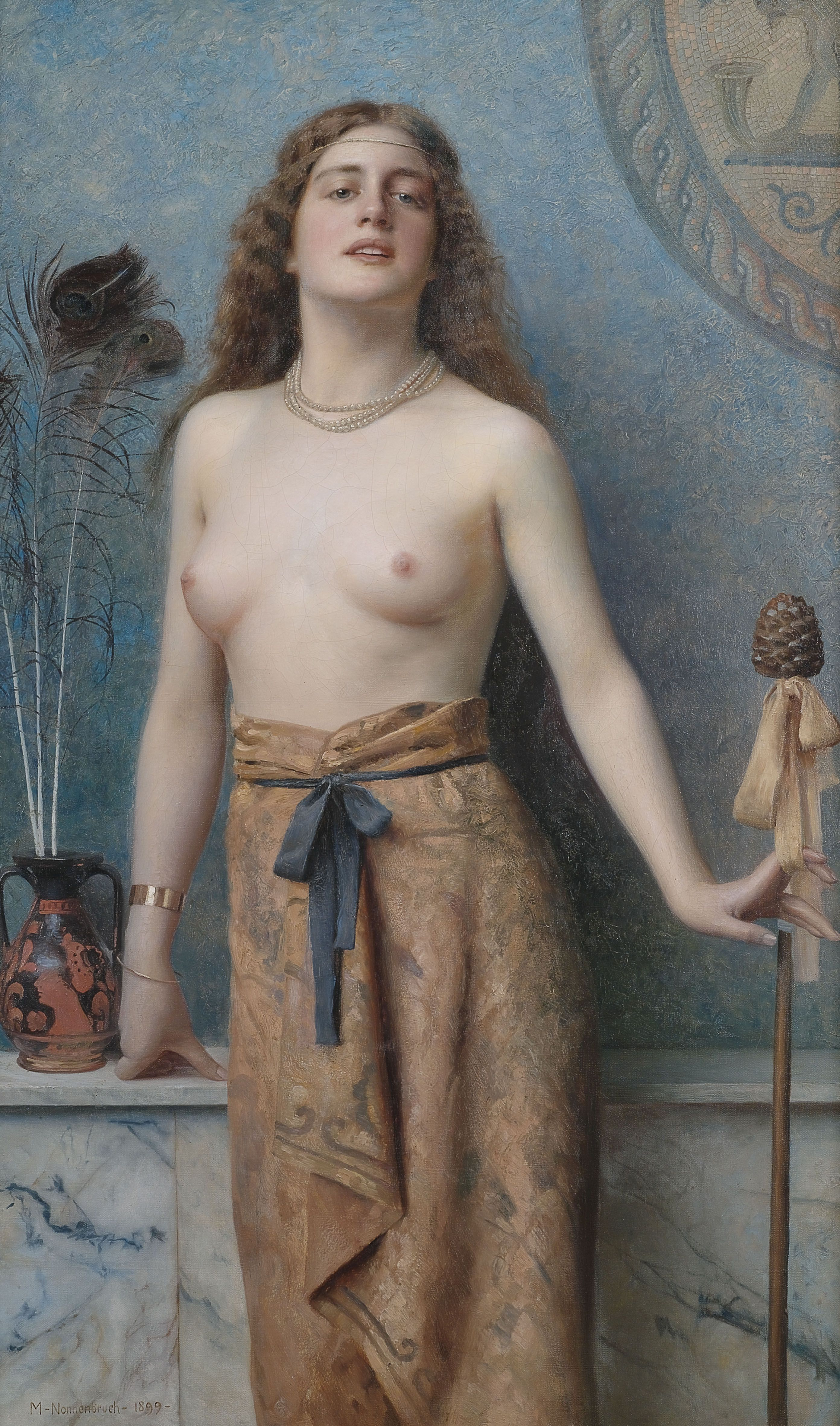
Junge Bacchantin, 1899

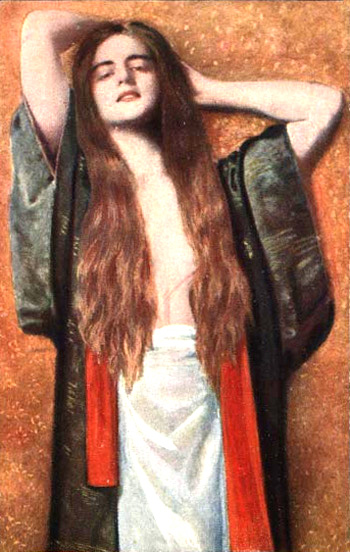
Wohlbefinden (Ausschnitt), 1899 oder vorher

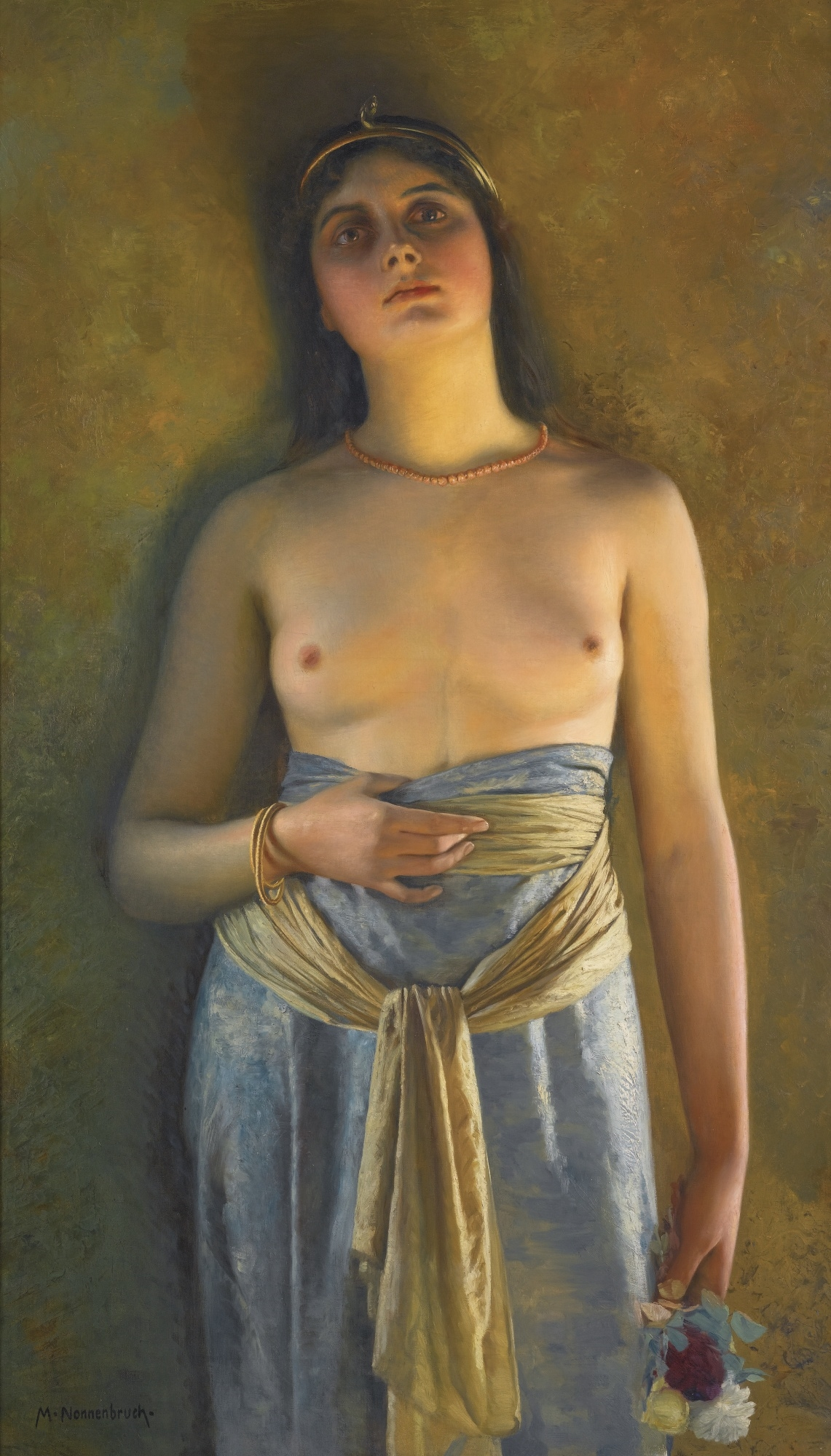
Jugend, 1897 oder vorher

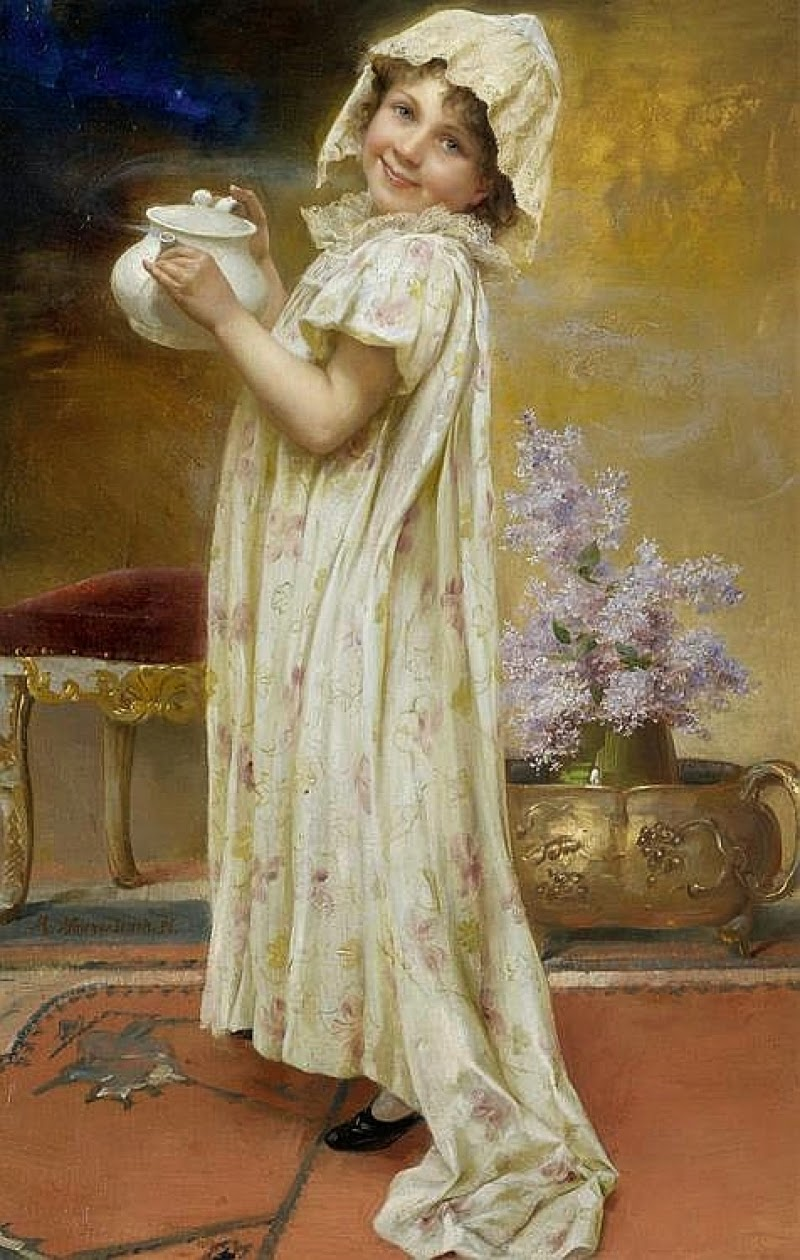
Mädchen mit Teekanne, 1896

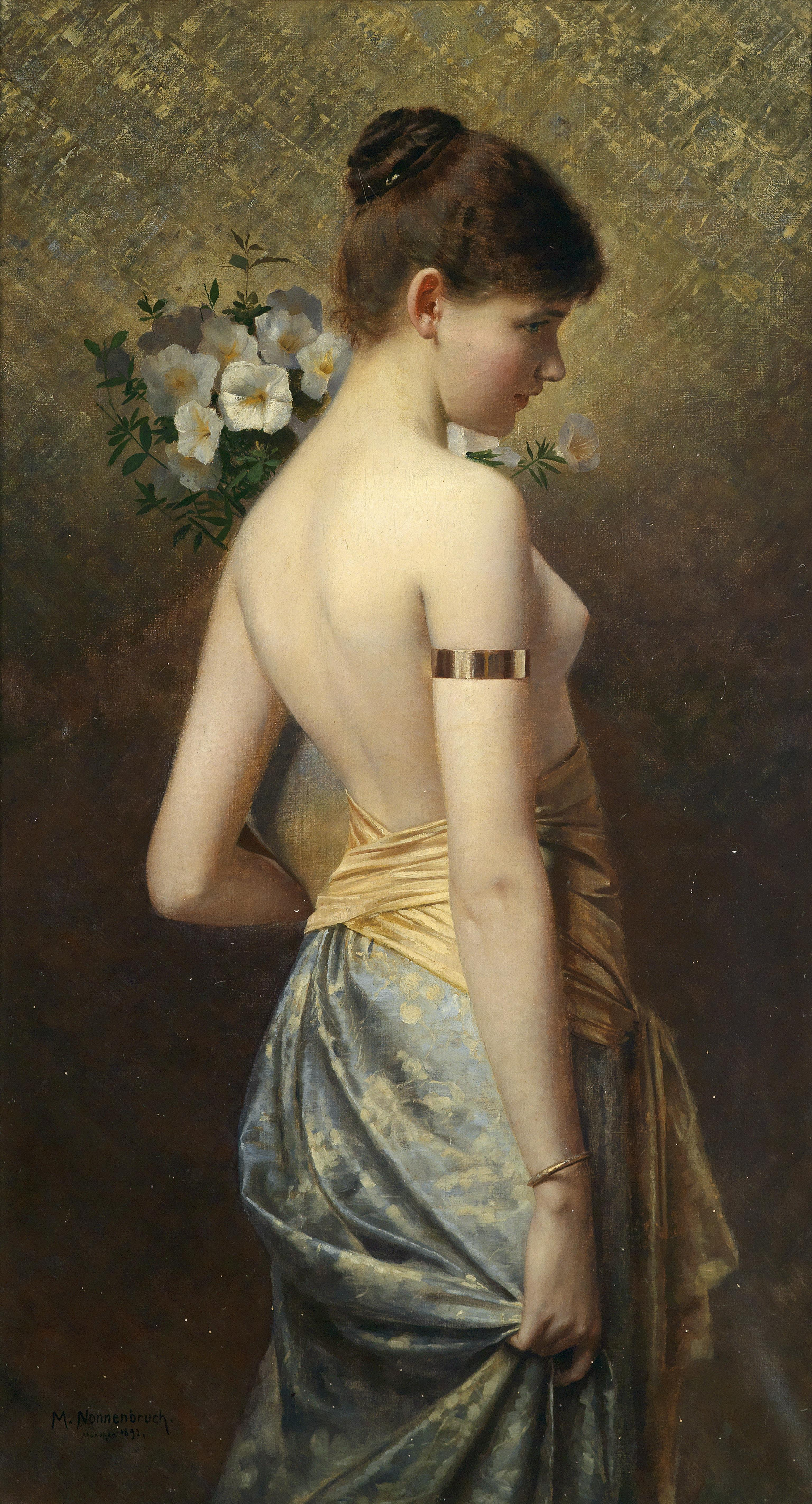
Flora, 1892

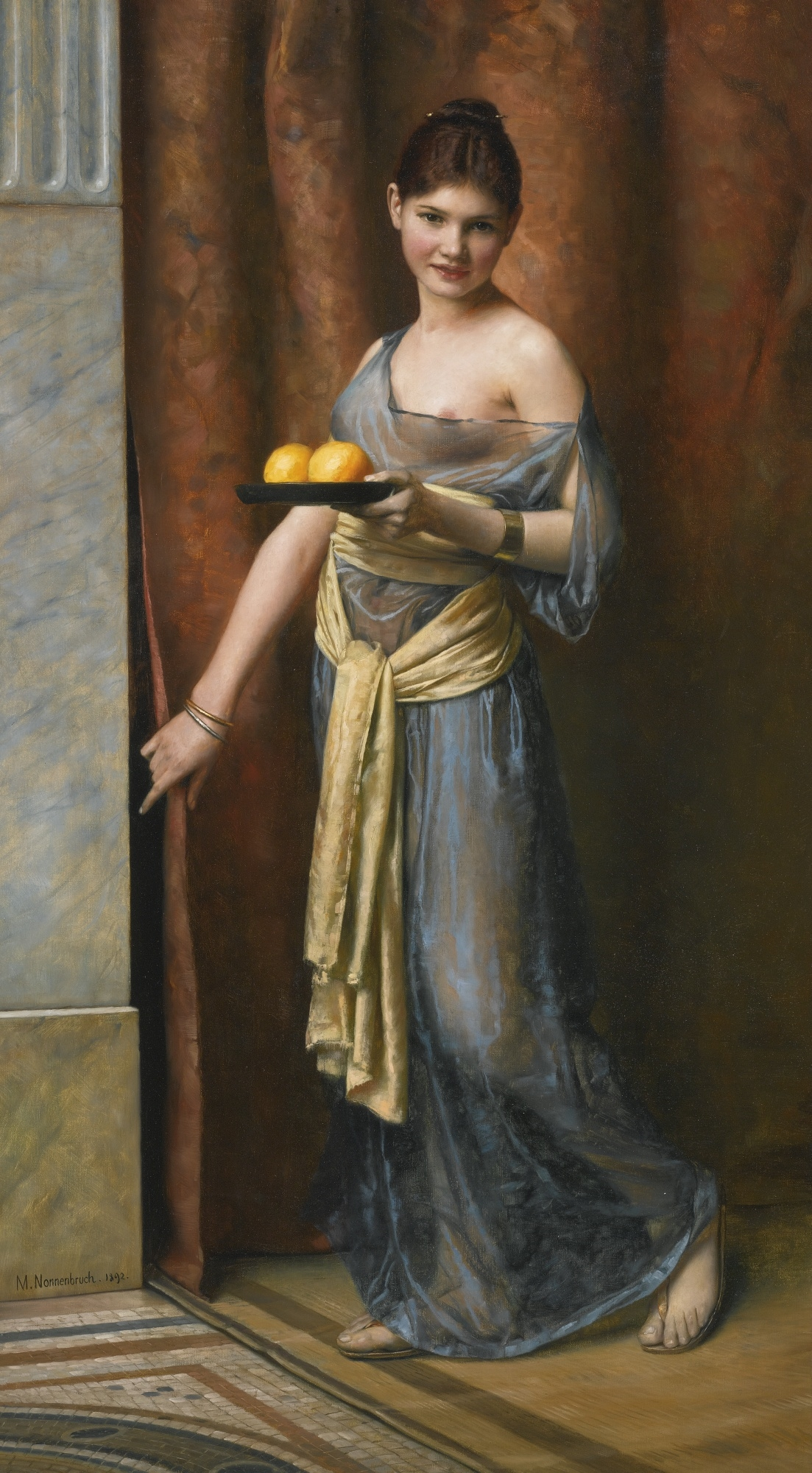
Die Favoritin, 1892

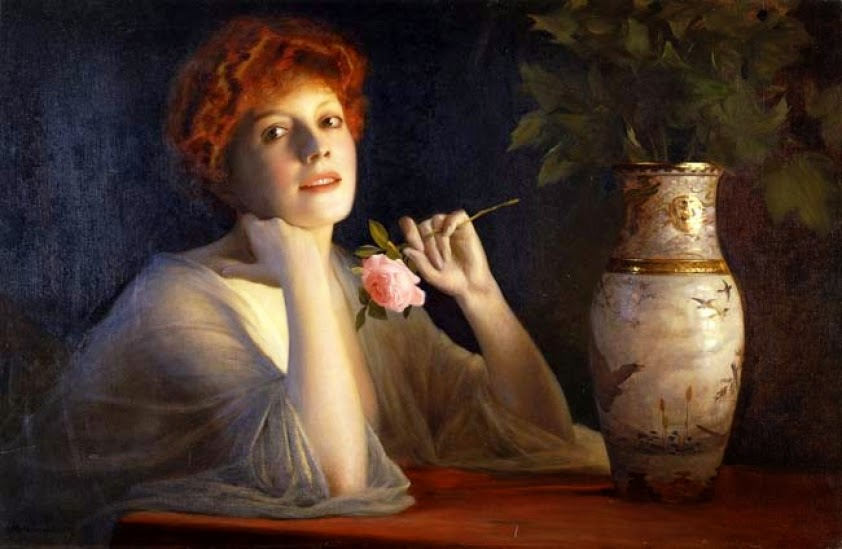
Die schöne Rose

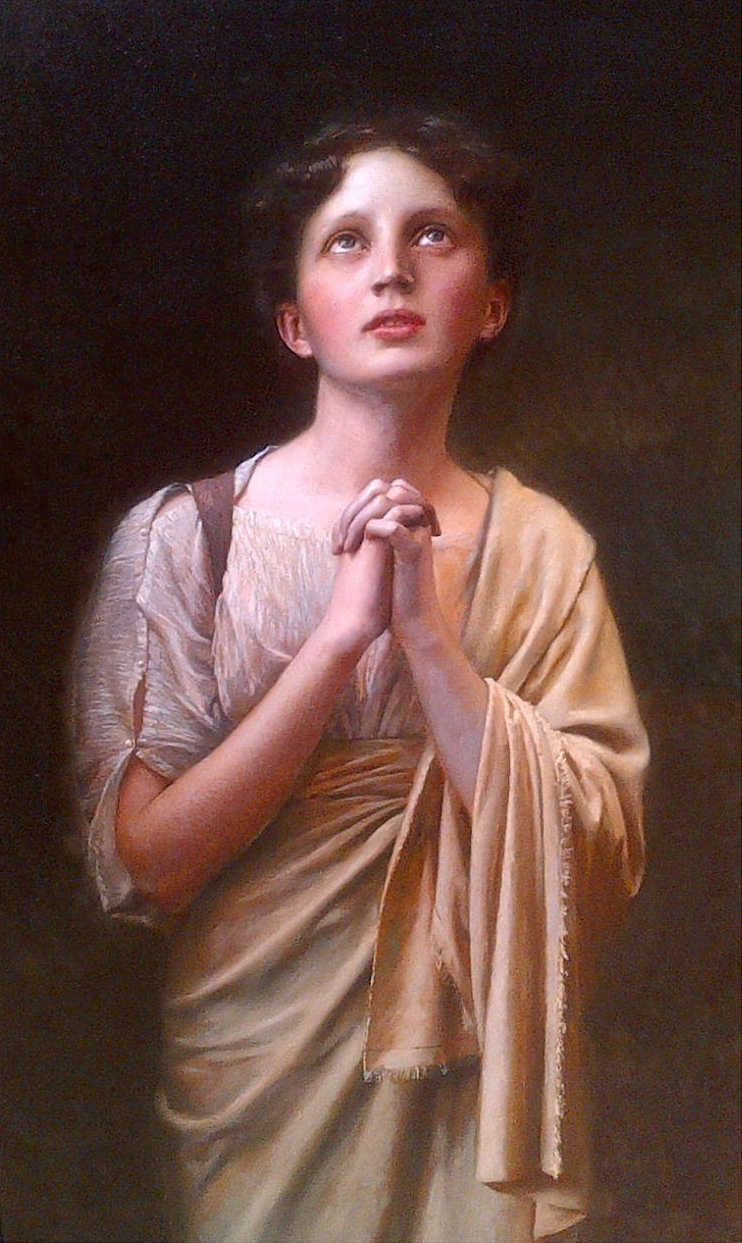
Christin im Gebet, 1894 (oder vorher)

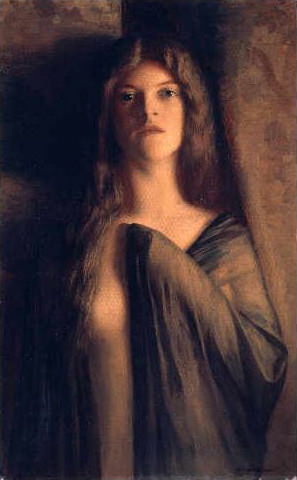
Bildnis einer jungen Frau, Nationales Mikalojus-Konstantinas-Čiurlionis-Kunstmuseum in Kaunas, Litauen

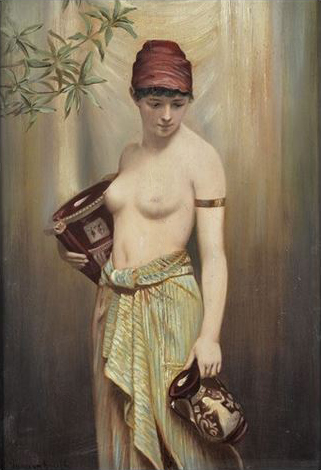
Vasenträgerin (Version)

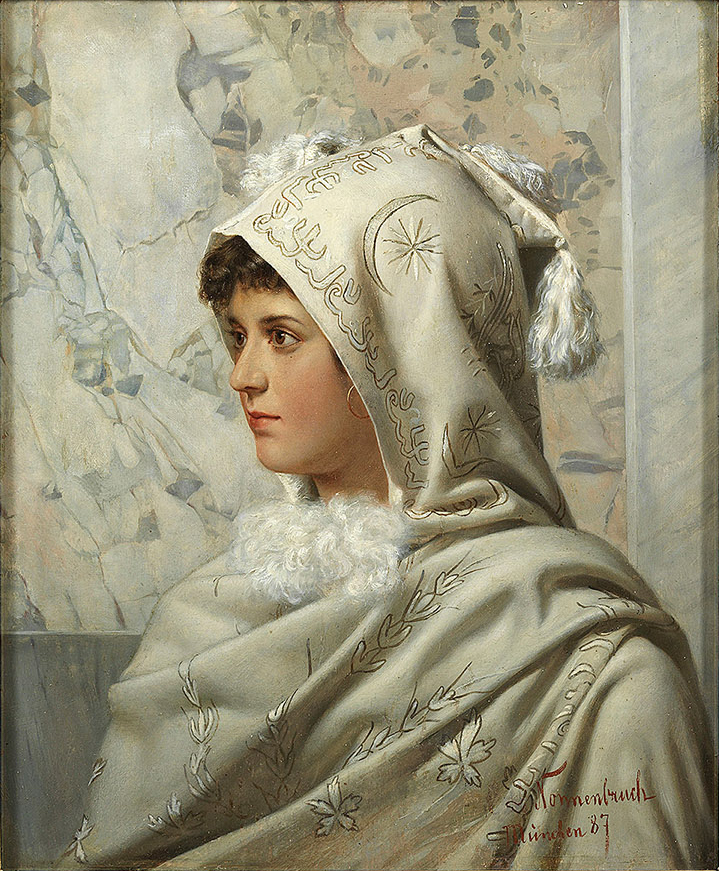
Profilbildnis eines Mädchens in weißem Mantel, 1887

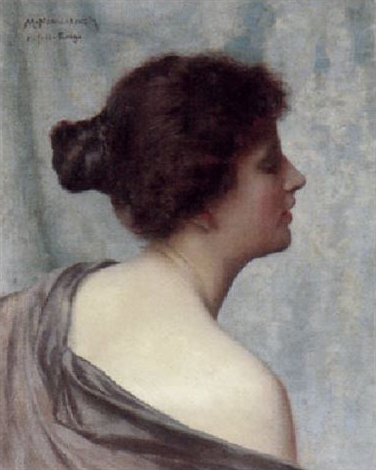
Bildnis einer Frau in schulterfreiem Kleid

Max Nonnenbruch (* 25. Januar 1857 in Viersen; † 13. März 1922 in München) war ein deutscher Maler der Münchner Schule, des Neoklassizismus und des Symbolismus.

## Leben
Max Nonnenbruch wurde als Sohn des Katasterkontrolleurs Alwin Nonnenbruch und dessen Frau Karoline, geborene Gössling in Viersen geboren. Seine Kindheit und erste Schulzeit verbrachte er in Mönchengladbach. Ab 1868 wohnte die Familie in Bonn, wo er das Königliche Gymnasium besuchte. Im Schuljahr 1871–1872 war er Obertertianer (9. Klasse) und trug 1872 bei den „Schlußfeierlichkeiten“ des Schuljahres das Gedicht Die Schlacht von Friedrich Schiller vor. Schon als Jugendlicher entwickelte er den Wunsch, Maler zu werden. In den Schuljahren 1874 bis 1876 studierte er Malerei an der Kunstakademie Düsseldorf. Dort war er Schüler von Karl und Andreas Müller sowie Heinrich Lauenstein. Am 2. Mai 1877 immatrikulierte er sich an der Königlichen Akademie der Bildenden Künste in München und studierte unter anderen bei Wilhelm von Lindenschmit bis in das Jahr 1879. Für den Bilderzyklus Aus den vier Jahreszeiten von Eduard Unger (1853–1894) dichtete er den Text dazu. Der Zyklus erschien mit den Texten 1880 bei Friedrich Bruckmann in München. Er unternahm ab 1880 mehrere Reisen nach Paris und Italien, unter anderen mit seinen Studienfreunden Arthur Langhammer, Hans Olde und Claus Meyer. Er bereiste auch Belgien und England. Auf Capri lernte er Gerhart Hauptmann und dessen Bruder Carl Hauptmann kennen und zeichnete 1883 eine Karikatur der beiden Brüder in das Gästebuch des Hotels. Nach Beendigung seiner Militärzeit lernte er 1894 auf Capri Margarethe Anna Maria Freiin von Welck kennen, die er am 4. Oktober 1884 in Serkowitz heiratete und mit der er eine Atelierwohnung in der Landwehrstraße 62 in München bezog.
Max Nonnenbruch wurde stellvertretender Vorsitzender des Wirtschaftlichen Verbandes bildender Künstler, Vorsitzender des Künstler-Unterstützungs-Vereines München, Mitglied der Allgemeinen Deutschen Kunstgenossenschaft und der Münchner Künstlergenossenschaft. 1889 war er Vorstandsmitglied der Münchner Künstlergenossenschaft, ab 1890 zudem noch Stellvertretender Schriftführer. Anlässlich der internationalen Kunstausstellung 1892 im Münchner Glaspalast war er Schriftführer des Ausstellungskomitees, Obmann der Verlosungskommission, Mitglied der Katalog- und Finanzkommission und schließlich zuständig für den Kontakt mit den englischen Teilnehmern der Jahresausstellungen. 1892 und 1893 reiste er aus diesem Grund nach England. 1893 zog er mit seiner Frau in die Nymphenburger Straße 43. Für seine Verdienste bezüglich der Organisation der englischen Abteilung bei der internationalen Kunstausstellung 1893 im Glaspalast bekam er von dem Prinzregenten Luitpold von Bayern den Verdienstorden vom Heiligen Michael 4. Klasse verliehen. Beim Neujahrsfest 1894 wurde ihm der Verdienstorden vom Heiligen Michael 3. Klasse verliehen. In diesem Jahr besuchte er wieder England und reiste auf dem Rückweg über Paris, Bordeaux und Nizza. Auch in den Jahren 1894 und 1895 war er in der Ausstellungsleitung tätig. Für die Zeitschrift Die Kunst unserer Zeit schrieb er 1896 den Artikel Moderne Kunst und Robert Fowler. 1899 zog er mit seiner Frau in die Friedrichstraße und 1902 in das von ihm erworbene Haus in der Mandlstraße 10 im Stadtteil Schwabing. 1907 war er Mitglied im Comité Local D’Organisation des XVI. Weltfriedenskongresses in München.
Max Nonnenbruch verkehrte jahrelang im Café Stefanie in München und spielte dort auch Schach. Erich Mühsam erwähnte ihn oft in seinen Tagebüchern und in seinen Unpolitischen Erinnerungen. Am Sonntag, den 9. Juni 1912 besuchte Erich Mühsam in Begleitung von Mary Pfefferle Max Nonnenbusch und dessen taube Frau in der Mandlstraße. Er vermittelte Max Nonnenbusch Mary als Modell und Nonnenbruch fertigte von ihr einige Fotos an. Nachdem Max Nonnenbruch sie bezahlt hatte, führte dieser Erich Mühsam im Haus herum, in dem er viele Bilder hatte. Ein Bild des Malers Leo Samberger aus Nonnenbruchs Sammlung beeindruckte Erich Mühsam besonders.
Max Nonnenbruch Bilder wurden oft reproduziert, als Holzstich oder als Heliogravüre-Reproduktion vom Kunstverlag Franz Hanfstaengl. Die Reproduktionen wurden in vielen internationalen Magazinen und Zeitungen abgedruckt. 1918 wurden zwei Reproduktionen seiner Bilder in Religiöse Bilder und 1921 fünf Reproduktionen seiner Bilder in 1000 Bilder: Eine Auswahl des Verlages vom Kunstverlag Franz Hanfstaengl abgedruckt. Seine Bilder waren auch beliebte Postkartenmotive. Es gab viele Editionen, die in verschiedenen Ländern erschienen, aber auch auf Vasen oder Tellern sind mehr oder minder gute Reproduktionen seiner Gemäldemotive verbreitet. Sein Gemälde Die Rose von 1892 (oder vorher) inspirierte Elsa Bernstein, unter ihrem Pseudonym Ernst Rosmer ihr Gedicht Die Rose zu diesem Gemälde zu schreiben.

## Familie
Margarethe Anna Maria Nonnenbruch (* 2. Februar 1856 in Liebau; † 17. Dezember 1930), geborene von Welck, war eine Tochter von Kurt Heinrich Freiherr von Welck (* 27. Oktober 1827; † 30. Dezember 1908), Erbherr auf Liebau, und Clara Weiß (* 11. August 1833; † 7. August 1862), Tochter des Fabrikanten Emil Weiß aus Langensalza sowie Enkelin von Curt Robert Freiherr von Welck. Mit Max Nonnenbruch hatte sie zwei Söhne und eine Tochter. Am 6. November 1887 kam ihr Sohn Wilhelm Nonnenbruch in München zur Welt und am 11. November 1893 ihre Tochter Marie († 1973), ebenfalls in München. 1924 gab Marie Nonnenbruch einen Weiblichen Kopf auf Papier von Robert Fowler bei der Galerie Heinemann in Kommission und erhielt das Werk ein paar Monate später wieder zurück. Es könnte sich vielleicht um den Studierkopf aus Max Nonnenbruchs Artikel über Robert Fowler gehandelt haben. Marie Nonnenbruch heiratete am 7. April 1925 den Physiker Eduard Rüchardt.

## Auszeichnungen
- 1893:  Verdienstorden vom Heiligen Michael 4. Klasse, verliehen von dem Prinzregenten Luitpold von Bayern für Verdienste in der Ausstellungsleitung der Jahresausstellung 1893 im königlichen Glaspalast in München[3]
- 1894:  Verdienstorden vom Heiligen Michael 3. Klasse, verliehen beim Neujahrsfest von dem Prinzregenten Luitpold von Bayern für Verdienste in der Ausstellungsleitung der Jahresausstellung 1893 im königlichen Glaspalast in München[31]

## Bildkomposition
Bei Max Nonnenbruchs Versionen von Junge Frau am Strand, auch Mädchen am Strand, wurde bei der Komposition (bildende Kunst) die Drittel-Regel angewandt, wobei horizontal die Horizontlinie das obere Drittel und das mittige Drittel abgrenzt. Vertikal stößt die Frau an die Grenze zwischen linkem Drittel und mittigem Drittel sowie auch das sich reflektierende Sonnenlicht an die Grenze zwischen mittigem Drittel und rechtem Drittel anstößt.

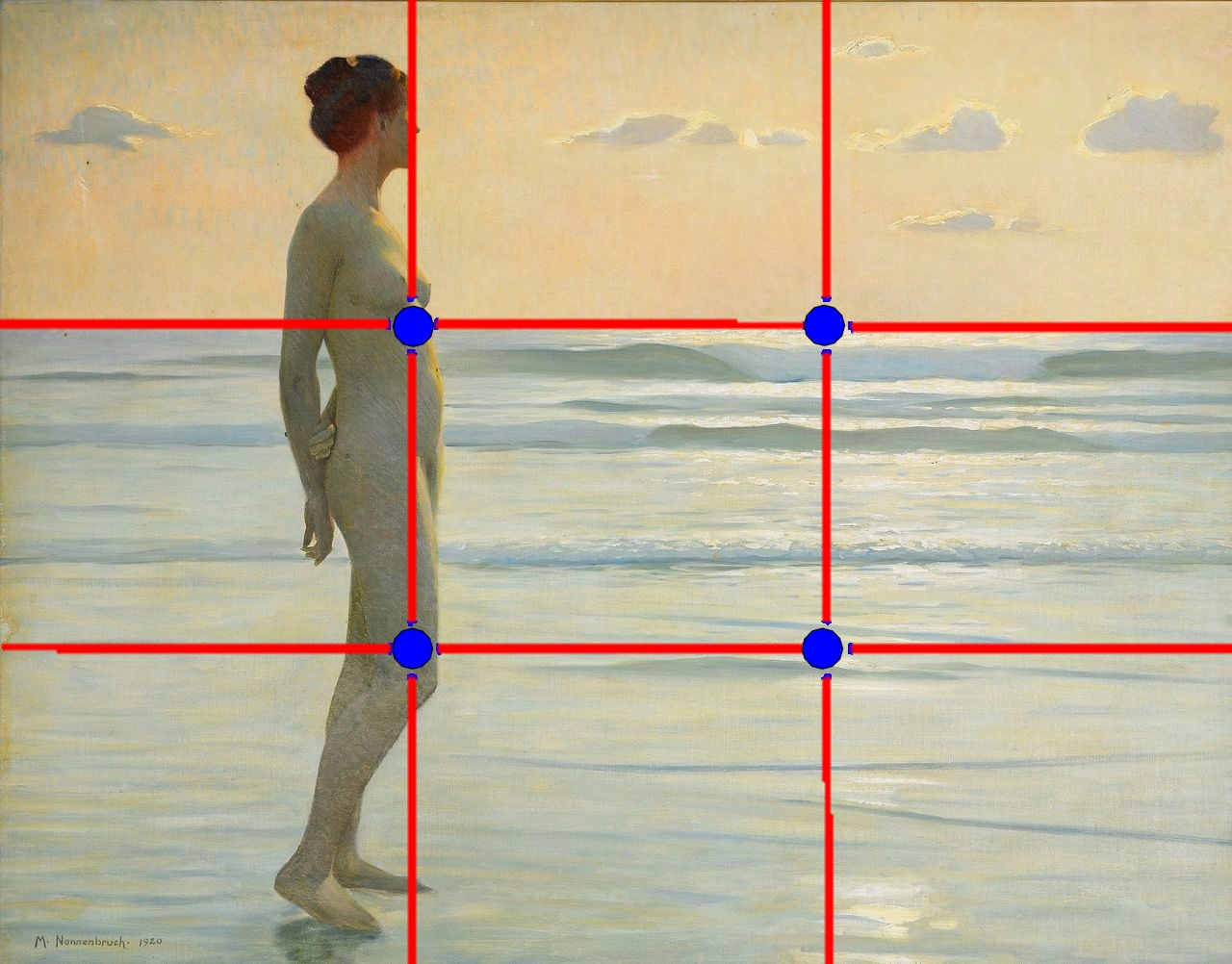
Drittel-Regel bei Junge Frau am Strand, 1920
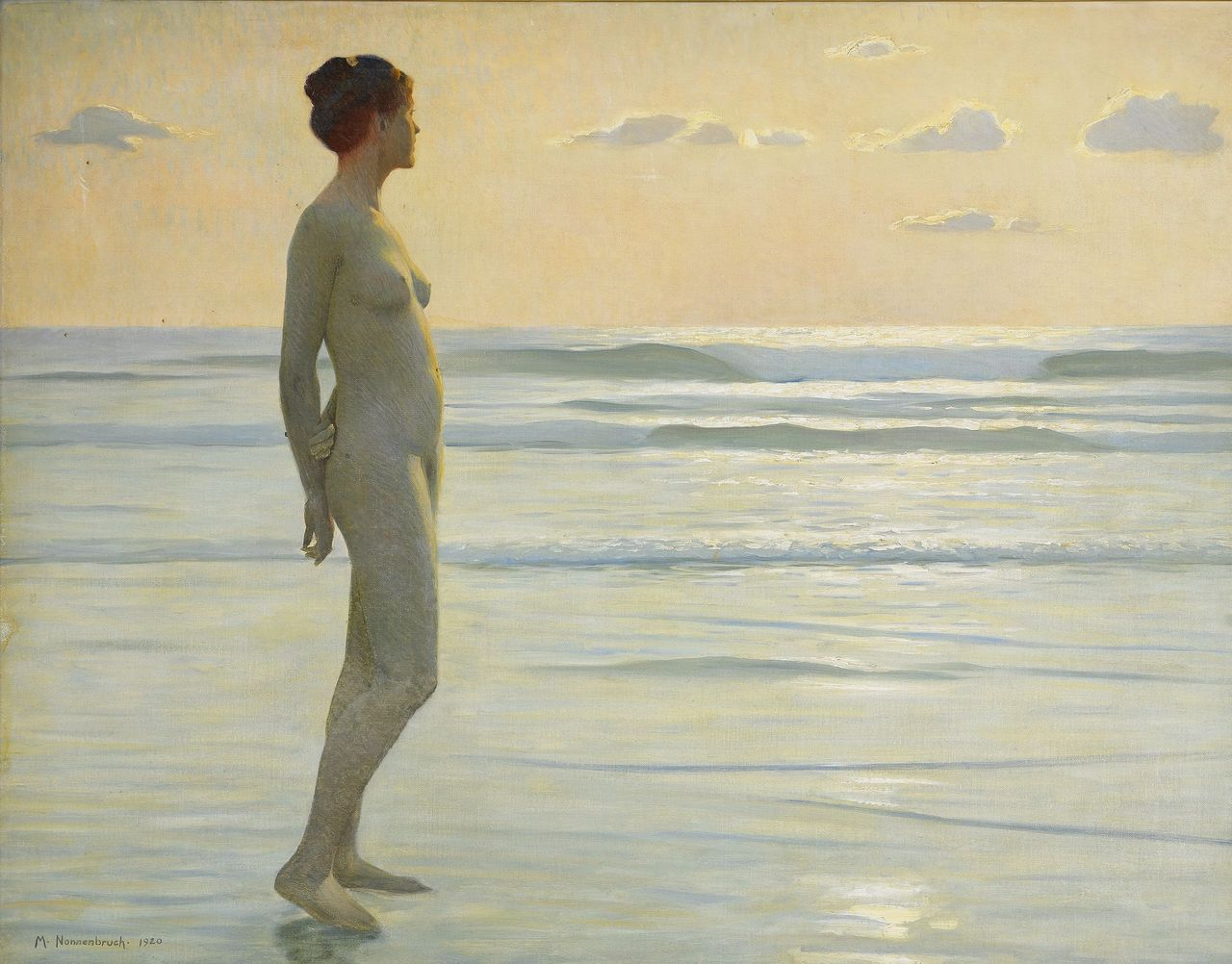
Junge Frau am Strand, 1920
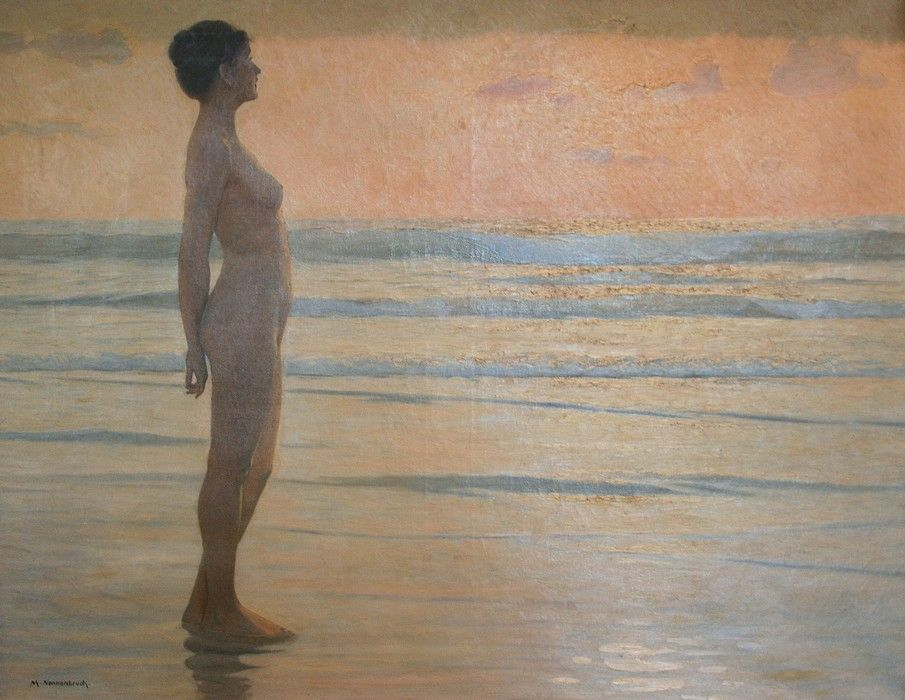
Junge Frau am Strand, zweite Version

## Ausstellungen (Auswahl)
- 1887: Ausstellung des Kunstvereines München – Der junge Gelehrte[32]
- 1888: 60. Ausstellung der Königlichen Akademie der Künste im Glaspalast des Landesausstellungsparkes am Lehrter Bahnhof in Berlin – Ölgemälde Damenporträt[33]
- 1888: III. Internationale Kunstausstellung im Glaspalast in München – Ölgemälde Porträt und Goldfische[34]
- 1889: 61. Ausstellung der Königlichen Akademie der Künste zu Berlin, Unter den Linden 38 – Ölgemälde Porträt der Baronesse Hedwig Marie Henriette von Arenberg (Herzogin), Goldfische und In der Sommerfrische[35]
- 1889: Münchner Jahresausstellung von Kunstwerken aller Nationen im Glaspalast – Ölgemälde Porträt meiner Frau, Damenporträt und Modellpause im Atelier[36]
- 1890: Münchner Jahresausstellung von Kunstwerken aller Nationen im Glaspalast – Ölgemälde Vasenträgerin[37]
- 1890: Ausstellung des Dresdner Kunstvereins – Ölgemälde Porträt meiner Frau[3]
- 1890: Berliner Akademische Kunstausstellung – Ölgemälde Porträt meiner Frau[3]
- 1891: Internationale Ausstellung veranstaltet vom Verein Berliner Künstler anlässlich seines fünfzigjährigen Bestehens im Glaspalast in Berlin – Ölgemälde Im Tannenwald[38][39]
- 1891: Münchner Jahresausstellung von Kunstwerken aller Nationen im Glaspalast – Ölgemälde Siesta[40][41]
- 1892: Münchner Jahresausstellung von Kunstwerken aller Nationen im Glaspalast – Ölgemälde Flora[42][43]
- 1893: Münchner Jahresausstellung von Kunstwerken aller Nationen im Glaspalast – Ölgemälde In Gedanken[44][45]
- 1894: Münchner Jahresausstellung im Glaspalast – Ölgemälde Christin im Gebet[46][47]
- 1895: Große Berliner Kunstausstellung – Gemälde Elegie[48]
- 1896: Internationale Kunstausstellung im Glaspalast in Berlin – Gemälde Passionata, erste Version[49][50]
- 1897: Kunstausstellung zu Posen in der Städtischen Turnhalle am Grünen Platz – Bachidyll[51]
- 1897: Ausstellung der Zürcher Kunstgesellschaft im Kunsthaus Zürich – Ölgemälde Jugend[3]
- 1897: Turnus-Ausstellung des Schweizerischen Kunstvereins in der Kunsthalle Basel – Ölgemälde Siesta und Im Sonnenschein[52]
- 1897: Turnus-Ausstellung des Schweizerischen Kunstvereins in Winterthur – Ölgemälde Siesta und Im Sonnenschein[53]
- 1897: Turnus-Ausstellung des Schweizerischen Kunstvereins im Schützenhaus in Glarus – Ölgemälde Siesta und Im Sonnenschein[54]
- 1897: Turnus-Ausstellung des Schweizerischen Kunstvereins im Mädchen-Primarschulhaus in Biel – Ölgemälde Siesta und Im Sonnenschein[55]
- 1897: Schweizerische Kunstausstellung im Conciliumssaal in Konstanz – Ölgemälde Siesta und Im Sonnenschein[56]
- 1897: Esposizione Svizzera di Belle Arti Terzo Turno in Lugano – Ölgemälde Siesta und Allo Splendor del Sole (Im Sonnenschein)[57]
- 1898: Große Berliner Kunstausstellung – Gemälde Caprice[58]
- 1898: Münchner Jahresausstellung im Glaspalast – Ölgemälde Verklärung[59]
- 1898: Exposition des beaux-arts der Galerie Heinemann im Palais des Beaux Arts an der Promenade des Anglais 13 in Nizza – Ölgemälde Geisha[60]
- 1899: Große Berliner Kunstausstellung – Gemälde Wohlbefinden und Verklärung[61][62][63]
- 1899: Münchner Jahresausstellung im Glaspalast – Ölgemälde Nach dem Tanze[64]
- 1900: Große Berliner Kunstausstellung – Gemälde Traumverloren[65][66]
- 1902: Große Berliner Kunstausstellung – Gemälde Sculptura, Pictura und Eine Windsbraut[67][68]
- 1902: Exposition des beaux-arts der Galerie Heinemann im Palais des Beaux Arts an der Promenade des Anglais 13 in Nizza – Ölgemälde Am Morgen[69]
- 1903: Exposition des beaux-arts der Galerie Heinemann im Palais des Beaux Arts an der Promenade des Anglais 13 in Nizza – Ölgemälde Jugend (Version 2) (Ausgestellt unter dem Namen Träumerei)[70]
- 1904: Exposition des beaux-arts der Galerie Heinemann im Palais des Beaux Arts an der Promenade des Anglais 13 in Nizza – Ölgemälde Jugend (Version 2) (Ausgestellt unter dem Namen Träumerei)
- 1905: IX. Internationale Kunstausstellung im Glaspalast in München – Ölgemälde Traumbild[71]
- 1906: Herbstausstellung des Kunstvereins Hannover im Künstlerhaus[72]
- 1911: Jahresausstellung Bonner Künstler im städtischen Museum in Bonn – Mehrere Werke[73]

Postum
- 1923: Max Nonnenbruch Gedächtnisausstellung in den Räumen des Münchner Kunstvereins veranstaltet von der Münchner Künstler Genossenschaft – Bekannten Gemälde und zahlreiche Studien, darunter Junge Frau mit Katze am Strand[3]
- 2010: Highlights, Internationale Kunstmesse, Haus der Kunst, München, Stand der Galerie Paffrath, Düsseldorf – Ölgemälde Jugend[74]

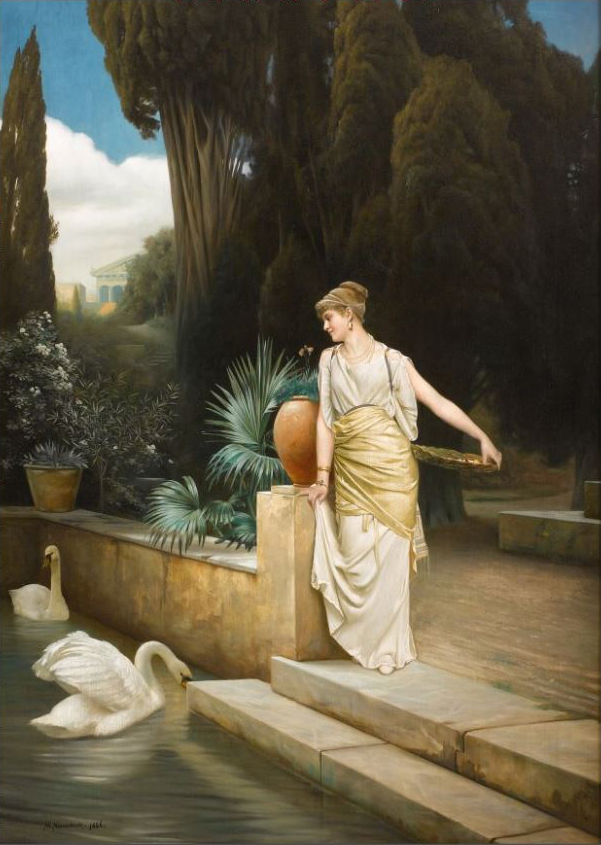
Tempeldienerin, 1886
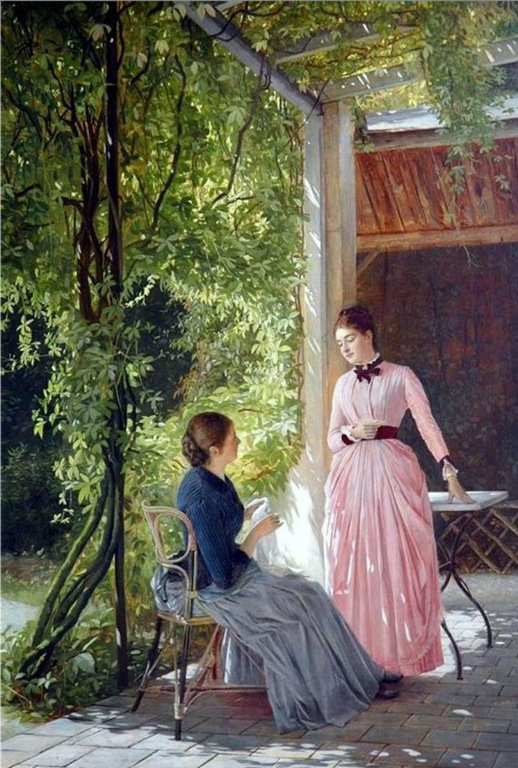
Auf der Terrasse, 1888
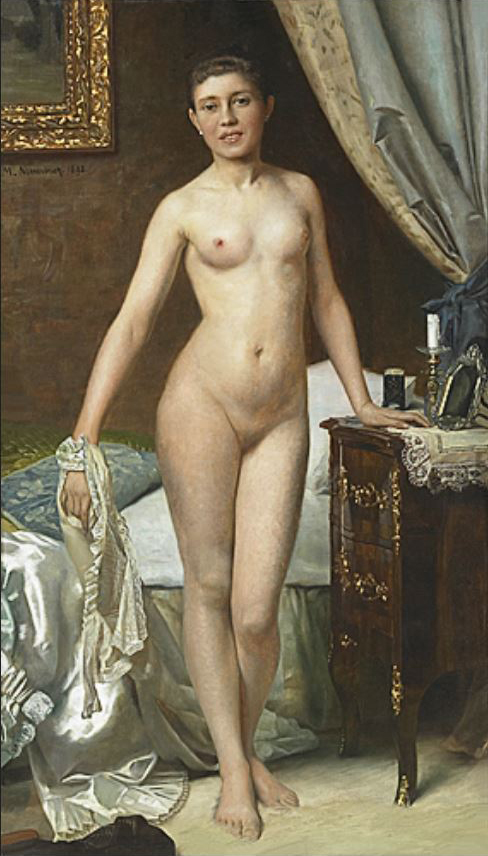
Stehender Mädchenakt im Boudoir, 1892
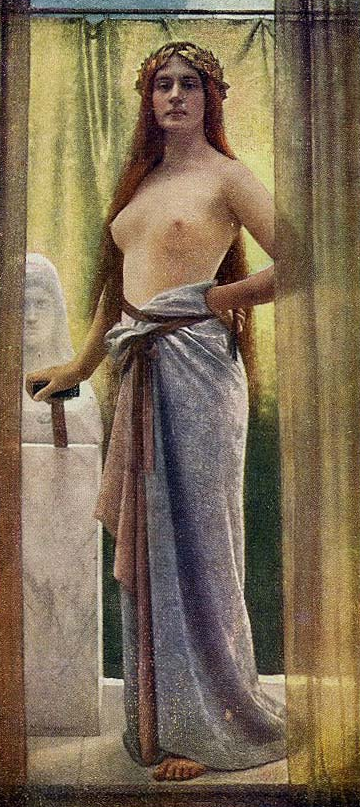
Sculptura, 1902 oder vorher
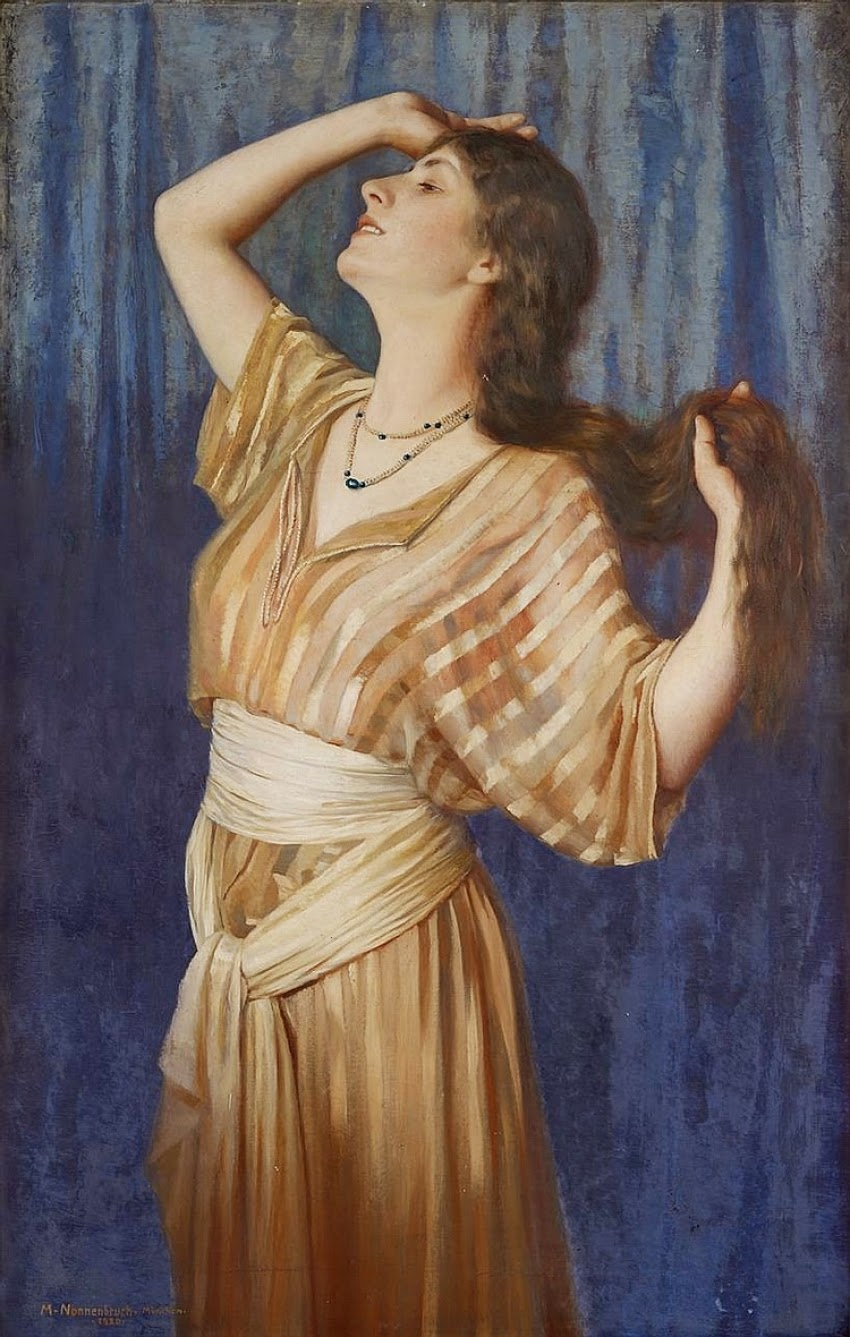
Orientalische Tänzerin, 1920
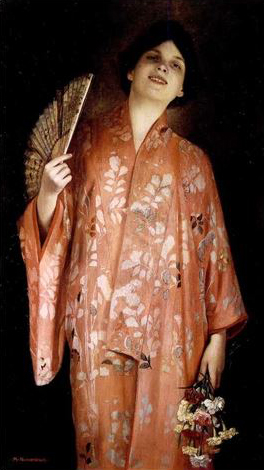
Zum Maskenball Überbuttl, 1902 oder vorher

## Werkverzeichnis (Auswahl)
Maße: Breite × Höhe
- 1879: Porträt Ottilia Christine Nonnenbruch (1868–1959) (Öl auf Leinwand)[75]
- 1880: Ein junges Paar (Öl auf Holz, 24,5 × 32 cm)
- 1881: Ein Gespräch unter Herren (Öl auf Leinwand, 40,2 × 60,6 cm)[76]
- 1882: Dame mit Fächer[3]
- 1883: Karikatur Gerhart Hauptmann und Carl Hauptmann (Zeichnung auf Papier)
- 1886: Tempeldienerin (Öl auf Leinwand, 87 × 122 cm) – Abgedruckt in der Zeitschrift Das Buch für Alle, Heft 23, 1891[77]
- 1887 oder vorher: Der junge Gelehrte – Ausgestellt 1887 in München
- 1887: Profilbildnis eines Mädchens in weißem Mantel (Öl auf Holz, 33 × 40,8 cm)
- 1887: Mutterglück (Öl auf Leinwand, 53 × 24 cm)[78][79]
- 1888 oder vorher: Goldfische (Öl auf Leinwand) – Ausgestellt 1898 in Berlin und 1889 in München
- 1888: Auf der Terrasse (Öl auf Holz, 38,1 × 57,8 cm)
- 1888: Bei den Bädern (Öl auf Leinwand, 24,7 × 23,3 cm)[80]
- 1889 oder vorher: Grüß Gott (Zeichnung) – Abgedruckt in der Zeitschrift Die Gartenlaube 1889[81]
- 1889 oder vorher: In der Sommerfrische (Öl auf Leinwand) – Ausgestellt 1889 in Berlin
- 1889 oder vorher: Porträt meiner Frau (Porträt Margarethe Nonnenbruch) (Öl auf Leinwand) – Ausgestellt 1889 in München, 1890 in Dresden und Berlin
- 1889 oder vorher: Modellpause im Atelier (Öl auf Leinwand) – Ausgestellt 1889 in München
- 1889: Porträt der Herzogin Hedwig Marie Henriette von Arenberg, geborene Prinzessin von Ligne, Ehefrau von Engelbert-Maria von Arenberg (Öl auf Leinwand, 53 × 86 cm) – Ausgestellt 1889 in Berlin[82]
- 1890 oder vorher: Vasenträgerin (Öl auf Leinwand) – Ausgestellt 1890 in München
- 1891 oder vorher: Im Tannenwald (Öl auf Leinwand) – Ausgestellt 1891 in Berlin – Abgedruckt in der Zeitschrift Die Gartenlaube 1892 und in der Zeitung The Boston Globe am 15. Mai 1904[83]
- 1891 oder vorher: Siesta (Öl auf Leinwand) – Ausgestellt 1891 in München und 1897 in Basel, Winterthur, Glarus, Biel, Konstanz und Lugano
- 1892 oder vorher: Die Rose (Öl auf Leinwand)[84]
- 1892: Flora (Öl auf Leinwand, 64 × 118 cm) – Ausgestellt 1892 in München – 2013 versteigert bei Dorotheum für 46.660 €[85]
- 1892: Die Favoritin (Öl auf Leinwand, 61,6 × 111,76 cm)
- 1892: Stehender Mädchenakt im Boudoir (Öl auf Leinwand, 59 × 100 cm)[86]
- 1893 oder vorher: In Gedanken (Öl auf Leinwand) – Ausgestellt (und verkauft) 1893 in München[87]
- 1894 oder vorher: In der Rosenzeit (Öl auf Leinwand)[88]
- 1894 oder vorher: Christin im Gebet (Öl auf Leinwand) – Ausgestellt 1894 in München
- 1895 oder vorher: Elegie (Öl auf Leinwand) – Ausgestellt 1895 in Berlin[89]
- 1895 oder vorher: Sommerblumen – Abgedruckt in der Zeitschrift The Illustrated London News, 5. August 1895, S. 141.[90]
- 1895 oder vorher: Iphigenie[91][92]
- 1896 oder vorher: Passionata, erste Version (Öl auf Leinwand) – Ausgestellt 1896 in Berlin
- 1896: Mädchen mit Teekanne (Öl auf Karton, 35 × 52 cm)
- 1896: Porträt Adele Einsle, geborene Hauck,[93][94] Tochter von Thomas von Hauck
- 1896: Porträt Wilhelm Max Maria Einsle, auch Willy Einsle[95][96]
- 1897 oder vorher: Jugend (Öl auf Leinwand, 70,5 × 118 cm) (auch bekannt als (Die) Odaliske[97]) – Ausgestellt 1897 in Zürich[3] und 2010 in München – 2015 versteigert beim Nagel Auktionen für 22.000 €[98]
- 1897 oder vorher: Im Sonnenschein (Öl auf Leinwand) – Ausgestellt 1897 in Basel, Winterthur, Glarus, Biel, Konstanz und Lugano
- 1898 oder vorher: Passionata, zweite Version – Abgedruckt in der Zeitschrift Die Gartenlaube 1898[99]
- 1898 oder vorher: Caprice (Öl auf Leinwand) – Ausgestellt 1898 in Berlin
- 1898 oder vorher: Verklärung (Öl auf Leinwand) – Ausgestellt 1898 in München und 1899 in Berlin[100]
- 1898 oder vorher: Abend – Abgedruckt in Munsey’s Magazine 1898[101]
- 1898 oder vorher: Geisha (Öl auf Leinwand, 70 × 117 cm) – Ausgestellt 1898 in Nizza
- 1899 oder vorher: Wohlbefinden oder Bien être (Öl auf Leinwand, 75 × 124 cm)[102][103] – Ausgestellt 1899 in Berlin unter den Namen Wohlbefinden
- 1899 oder vorher: Nach dem Tanze (Öl auf Leinwand) – Ausgestellt 1899 in München
- 1899: Junge Bacchantin (Öl auf Leinwand, 79 × 130 cm) – 2012 versteigert beim Nagel Auktionen für 24.000 €[104]
- 1900 oder vorher: Traumverloren (Öl auf Leinwand) – Ausgestellt 1900 in Berlin
- 1900: Frau im Kimono mit Fächer und Blumen (Öl auf Leinwand, 70,5 × 118,5 cm)
- 1901 oder vorher: Am Morgen (Öl auf Leinwand, 63 × 122 cm) – Ausgestellt 1902 in Nizza
- 1902 oder vorher: Sculptura (Öl auf Leinwand) – Ausgestellt 1902 in Berlin
- 1902 oder vorher: Pictura (Öl auf Leinwand) – Ausgestellt 1902 in Berlin – Das Rijksmuseum Amsterdam besitzt ein Foto von Gustav Schauer von 1902, das das Gemälde zeigt.[105]
- 1902 oder vorher: Zum Maskenball Überbuttl, auch bekannt unter Der pinkfarbene Kimono (Öl auf Leinwand, 75 × 125 cm)[106]
- 1902: Eine Windsbraut (Öl auf Leinwand) – Ausgestellt 1902 in Berlin
- 1902 oder vorher: Jugend (Version 2) (Öl auf Leinwand, 77 × 127,5 cm) – Ausgestellt 1903 und 1904 in Nizza
- 1903 oder vorher: Jugendglück – Eine Heliogravüre-Reproduktion des Gemäldes vom Kunstverlag Franz Hanfstaengl wurde im Januar 1903 in der Hofbuchhandlung Lechner[107] in Wien ausgestellt.[108][109]
- 1903: Stiller Winkel (Öl auf Leinwand, 63 × 113 oder 62 × 110 cm). Vermutlich Stiller Winkel von 1903 der Galerie Heinemann, verkauft 1904 an Carl Eschebach,[110] versteigert 1912 in Berlin[111][112]
- 1904 oder vorher: Monna Vanna (Öl auf Leinwand, 69 × 120 cm)[113][114] auch Traumbild – 1905 ausgestellt in München mit dem Namen Traumbild und abgedruckt 1905 in Die Kunst unserer Zeit mit dem Namen Traumbild[115]
- 1904: Die Vision (Öl auf Leinwand, 81 × 110 cm)[116]
- 1906 oder vorher: Blumensprache (Öl auf Leinwand, 72 × 125 cm)[117]
- 1906 oder vorher: Träumerei (Öl auf Leinwand, 72 × 125 cm)[118]
- 1909: Fallende Blätter (Öl auf Leinwand, 71 × 120 cm) – 2007 versteigert beim Kunst- und Auktionshaus Kastern für 36.000 €[119]
- 1914: Dünen am Strand,  (Öl auf Leinwand, 110 × 70 cm)
- 1919: Meerwinde (Öl auf Leinwand, 79,5 × 108,5 cm)[120]
- 1920: Orientalische Tänzerin (Öl auf Leinwand, 70 × 110 cm)
- 1920: Junge Frau am Strand, auch Mädchen am Strand (Öl auf Leinwand, 100 × 78 cm)
- Undatiert: Junge Frau am Strand. auch Mädchen am Strand, zweite Version (Öl auf Leinwand, ca. 100 × 78 cm)[121]
- Undatiert: Junge Frau mit Katze am Strand (Studie, Öl auf Karton, 31 × 21 cm) – Ausgestellt 1923 in München
- Undatiert: Loisach und Wanneck bei Lermoos (Studie, Öl auf Karton, 30 × 20,5 cm) – Collection Lingenauber, Monaco[122]
- Undatiert: Wanneck bei Lermoos (Studie, Öl auf Karton, 30 × 20,5 cm) – Collection Lingenauber, Monaco[123]
- Undatiert: Bildnis einer jungen Frau (Öl auf Leinwand, 47,5 × 75,5 cm) – Nationales Mikalojus-Konstantinas-Čiurlionis-Kunstmuseum in Kaunas, Litauen[124] (Eine Version von Monna Vanna oder Traumbild von 1904 (oder vorher))[125]
- Undatiert: Abend am See (Öl auf Leinwand, 66 × 118,1 cm) – 2007 versteigert bei Sotheby’s für 95.966 € (130.000 $)
- Undatiert: Abend am See. kleinere Version (Öl auf Holz, 22 × 32,5 cm) – Galerie Der Panther, Freising[126]
- Undatiert: Frau auf einer Düne (Öl auf Leinwand, 62 × 85 cm) – Galerie Der Panther, Freising
- Undatiert: Tanzende junge Frauen am Strand (Öl auf Leinwand, 140 × 110 cm)
- Undatiert: Meditation (Öl auf Leinwand, 109,2 × 66 cm)
- Undatiert: Bildnis einer Frau in schulterfreiem Kleid (Öl auf Leinwand, 40 × 50 cm)
- Undatiert: Vasenträgerin (Version) (Öl auf Holz, 20 × 28 cm)[127]
- Undatiert: Die schöne Rose (Öl auf Leinwand, 90 × 59 cm)[128]
- Undatiert: Eva oder Mädchen unter einem Apfelbaum (Grisaille, 30 × 54 cm)[129][130]
- Undatiert: Haremsdamen am Badebecken (Öl auf Leinwand, 61,2 × 87,5 cm)[131]
- Undatiert: Bildnis einer jungen Frau (Pastell auf Papier, 45 × 63 cm)[132]
- Undatiert: Die Bogenschützin. Studie (Öl auf Leinwand, 81 × 110 cm)[133]

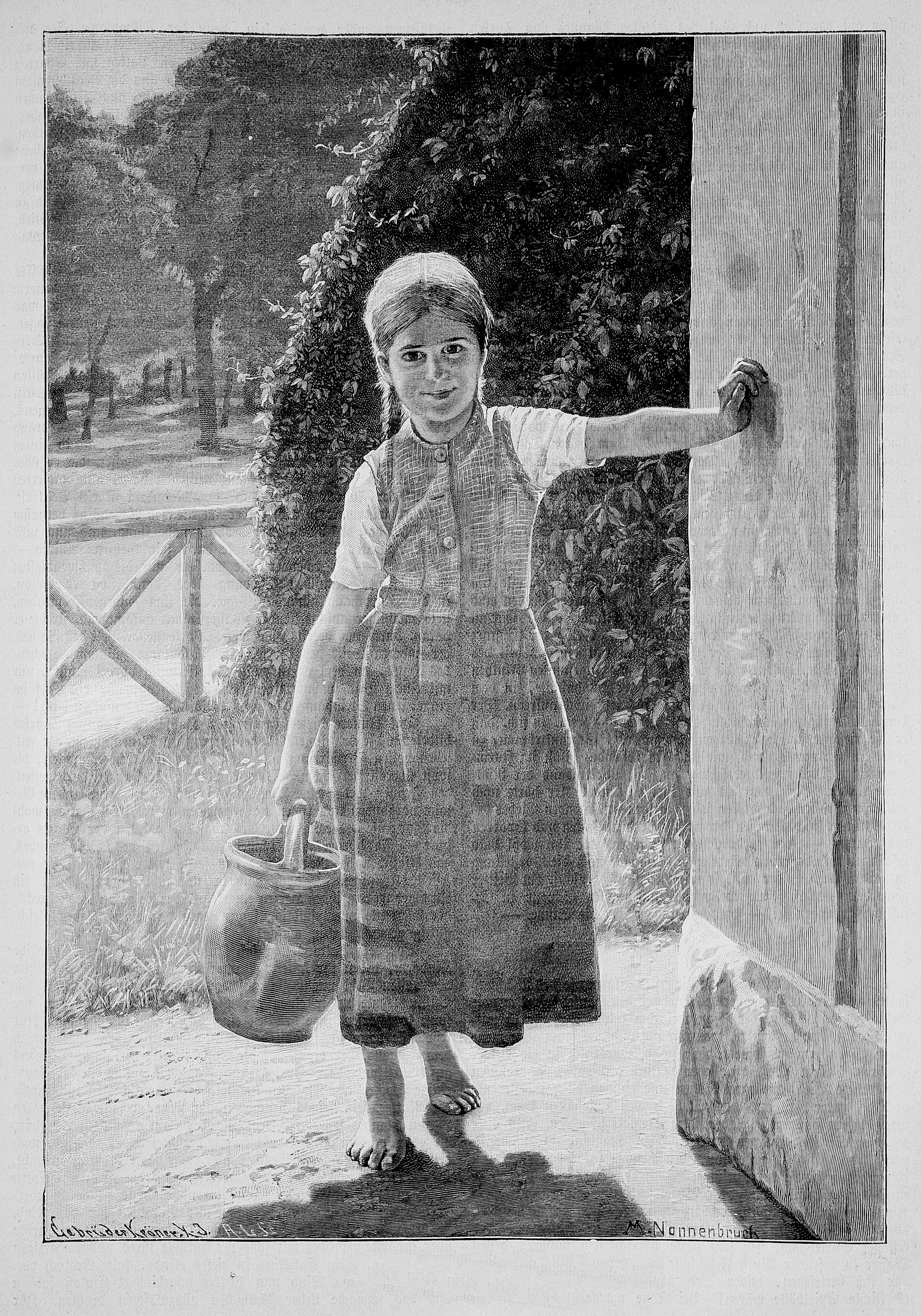
Grüß Gott! 1889 oder vorher
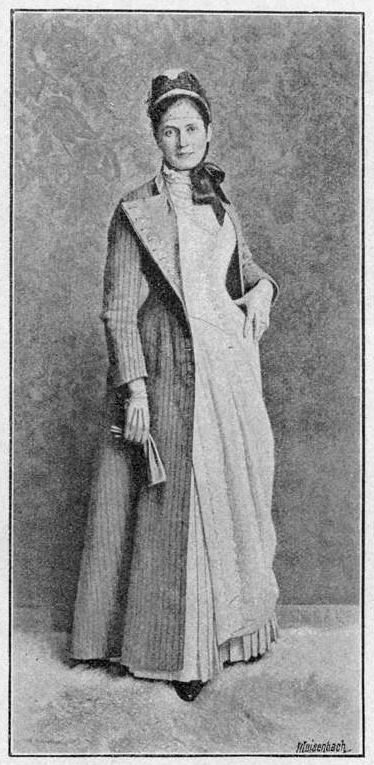
Porträt meiner Frau, 1889 oder vorher
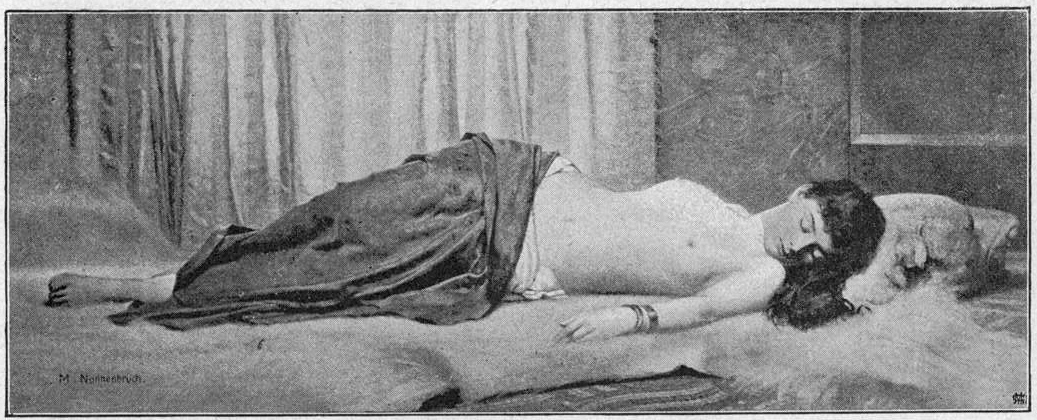
Siesta, 1891 oder vorher
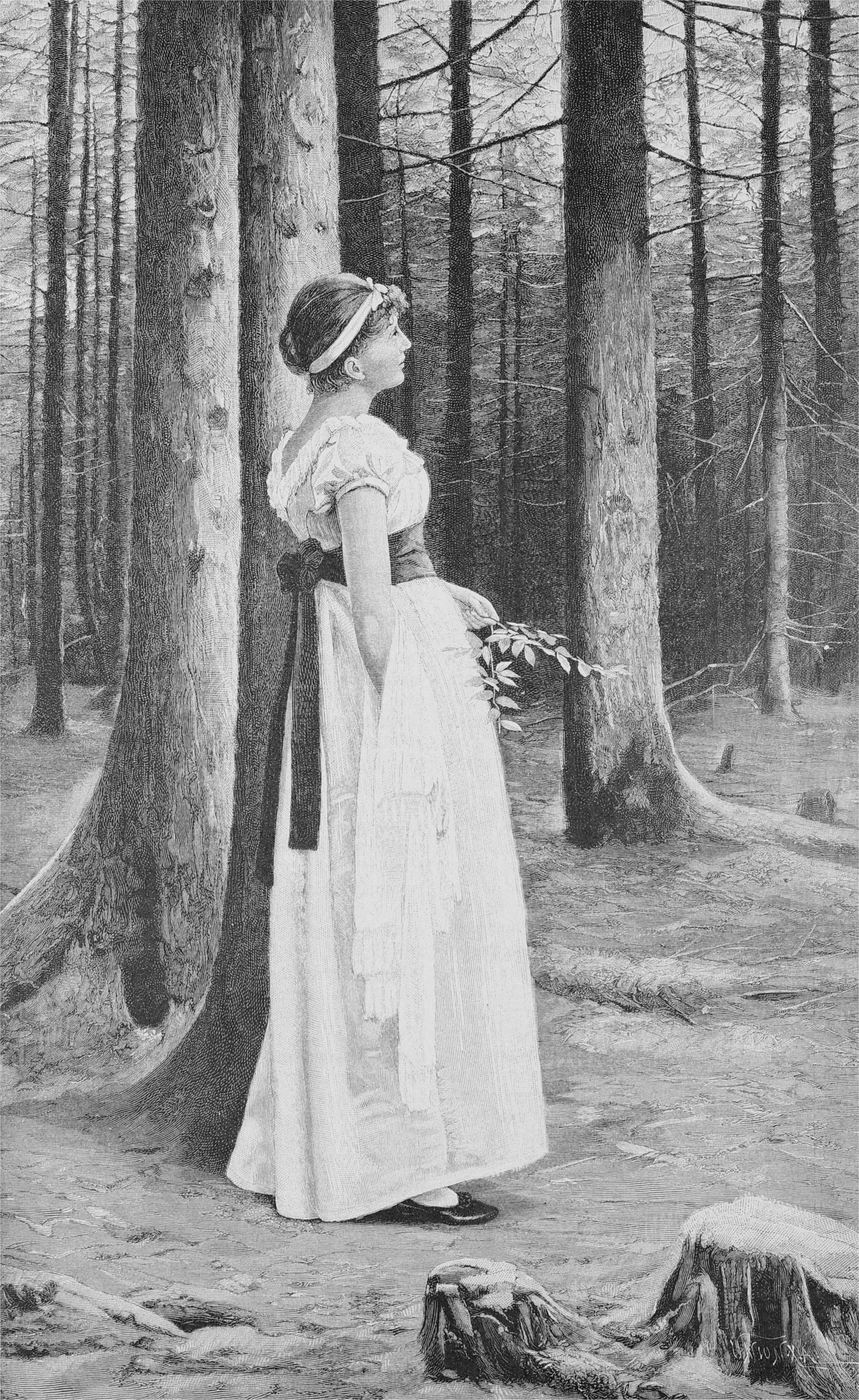
Im Tannenwald, 1891 oder vorher
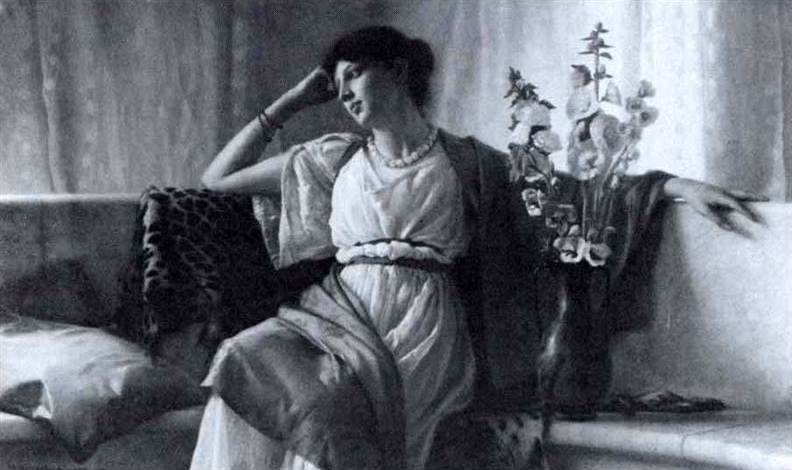
Meditation
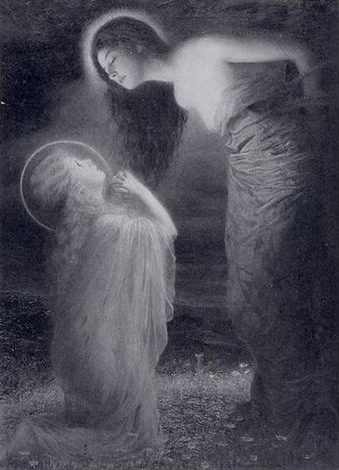
Die Vision, 1904

## Literarische Werke
- Aus den vier Jahreszeiten. Zeichnungen von Eduard Unger mit Text von Max Nonnenbruch, München, Friedrich Bruckmann, 1880 (Gedichte)
- Moderne Kunst und Robert Fowler. In: Die Kunst unserer Zeit. 1896, I. Halbband (Textarchiv – Internet Archive)